# Střední třída

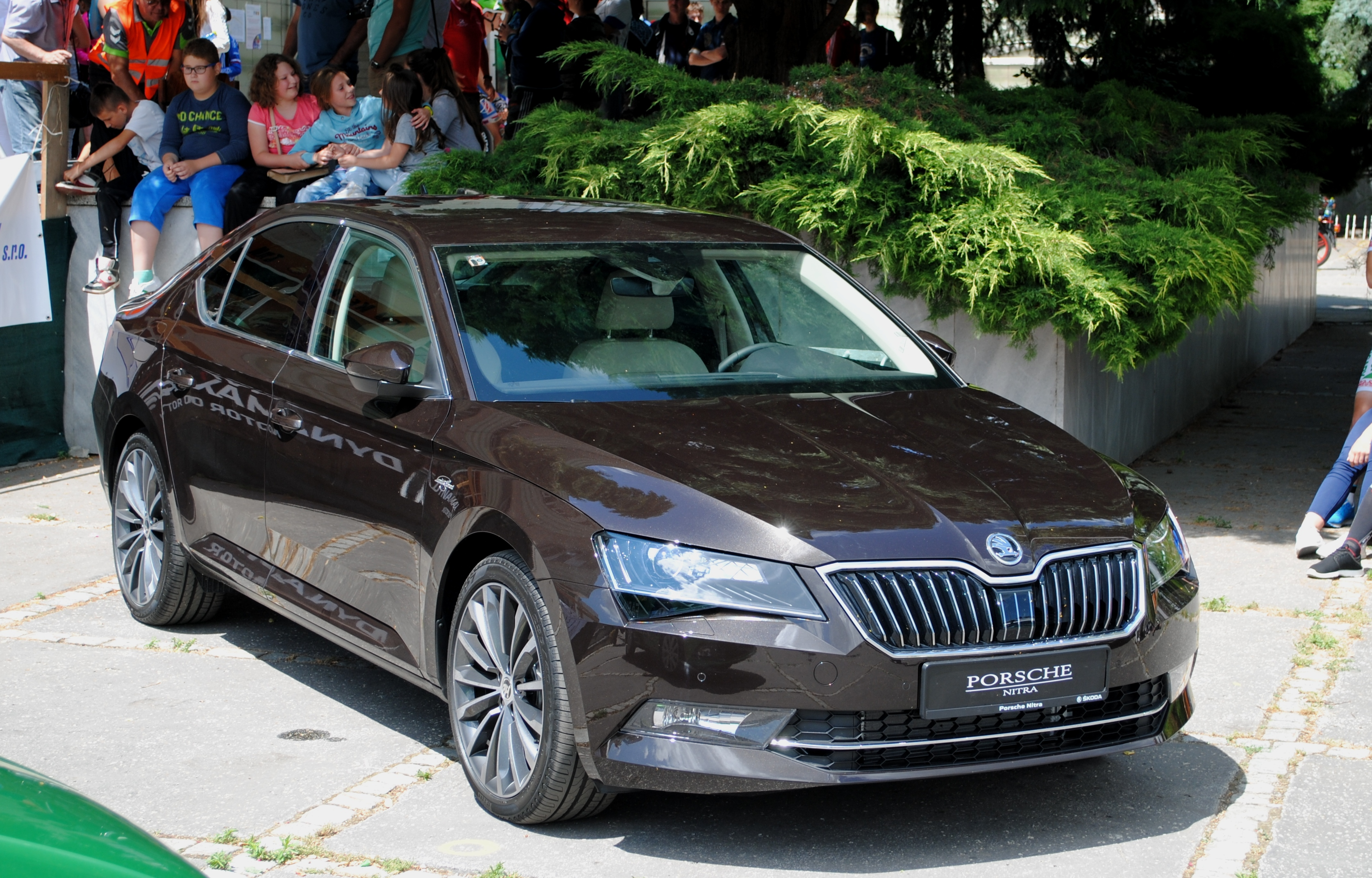
Škoda Superb

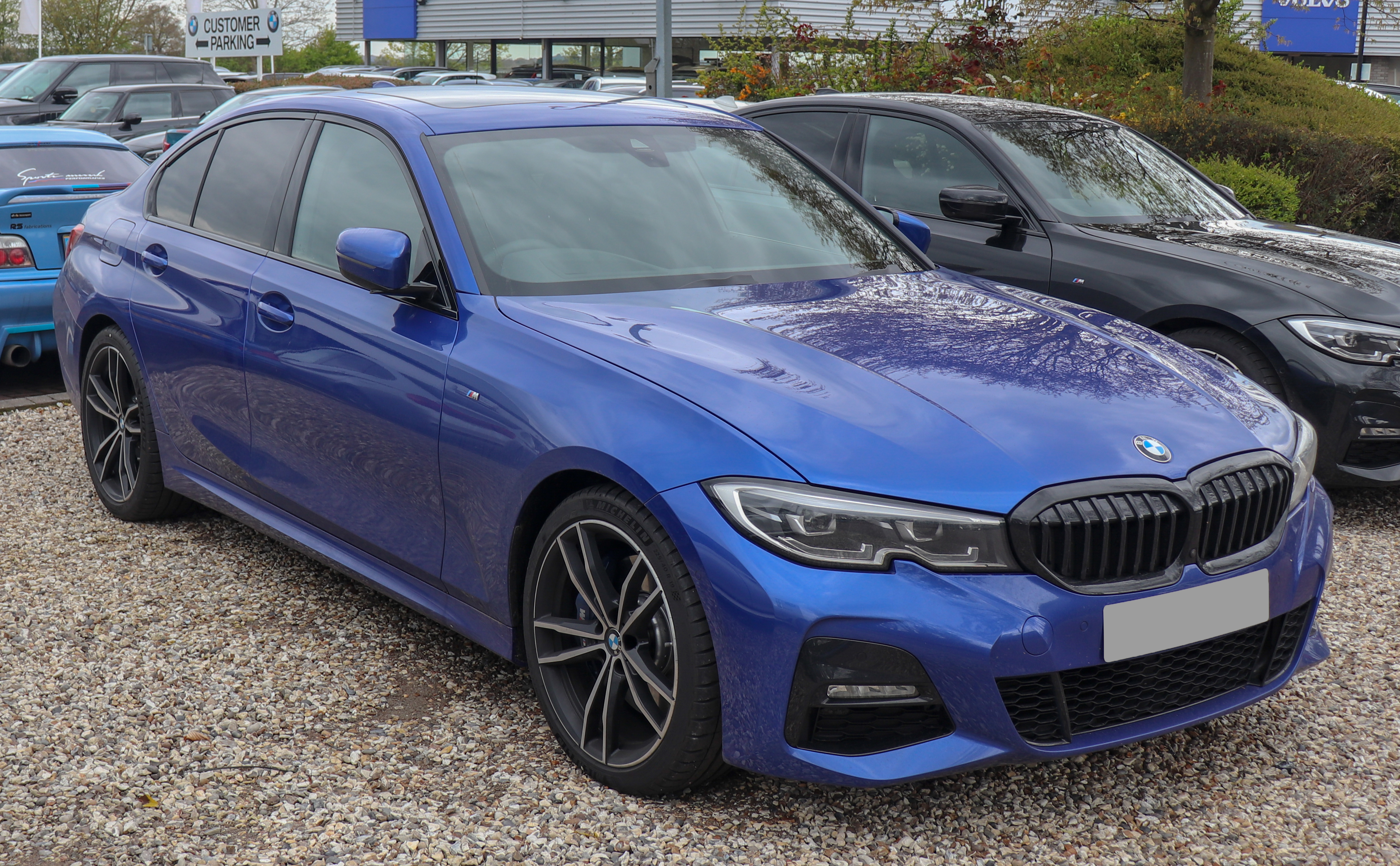
BMW 3

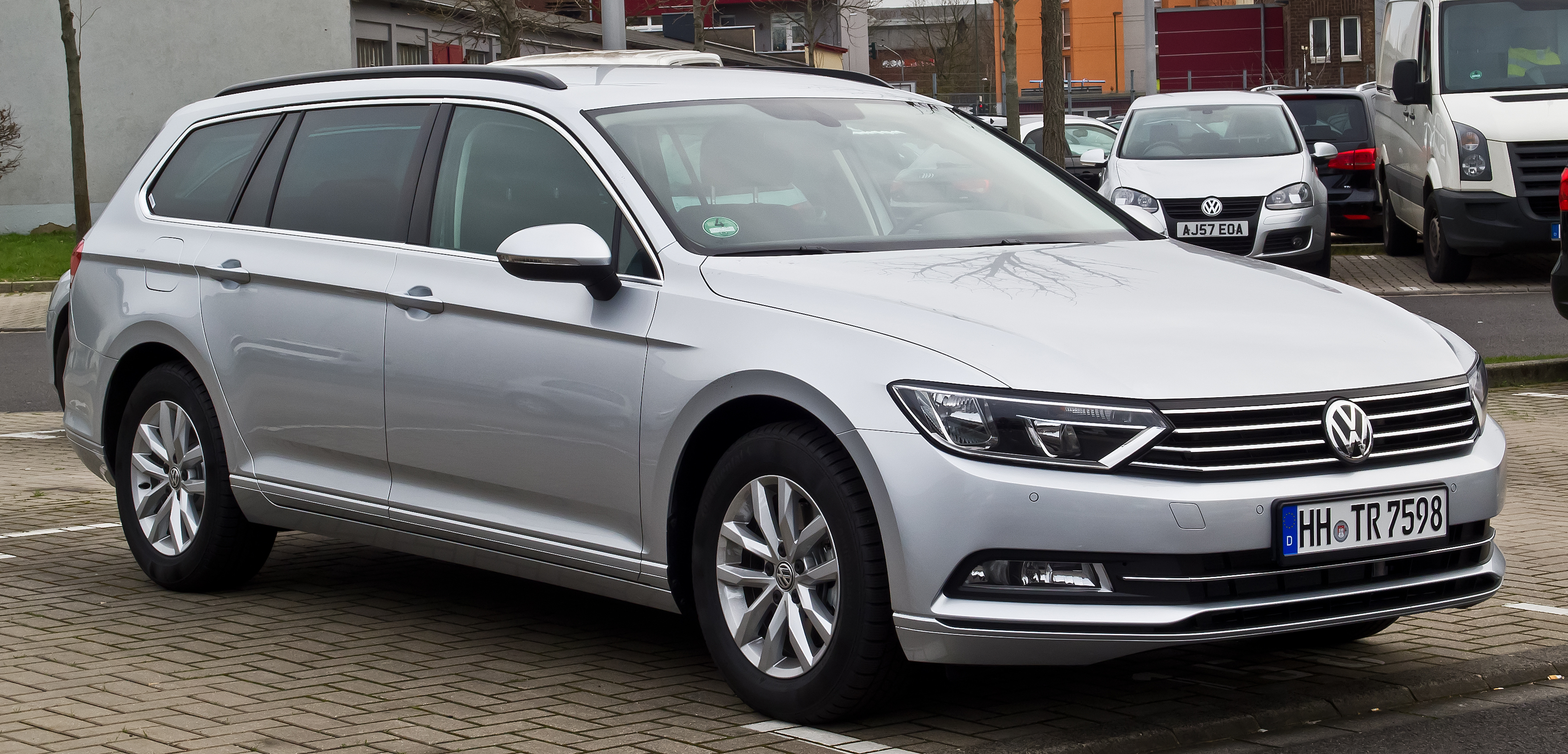
Volkswagen Passat

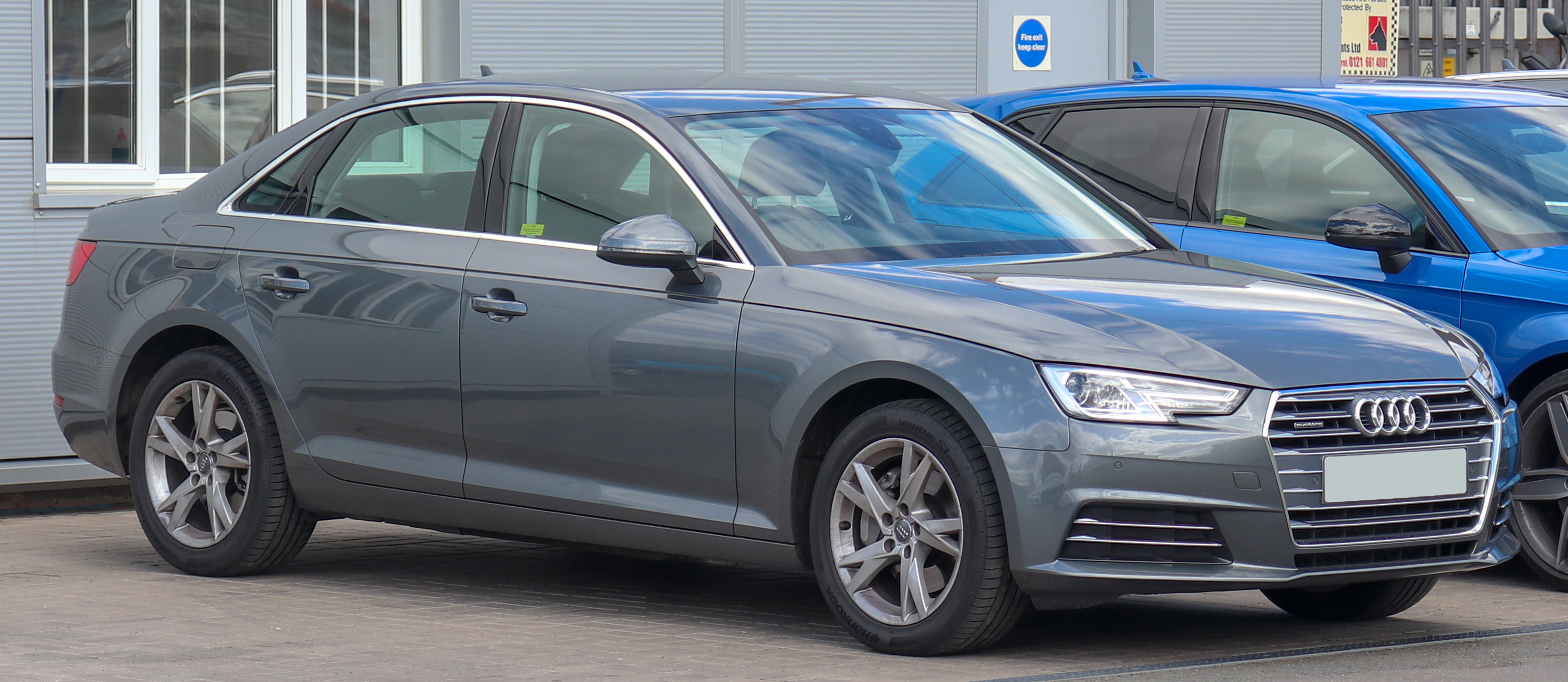
Audi A4

Střední třída (označuje se také jako segment D) je kategorie automobilů mezi nižší střední třídou a vyšší střední třídou. Jedná se zpravidla o větší rodinné vozy typu sedan, kombi nebo liftback, mnoho automobilek v této třídě nabízí i MPV. U některých automobilek je tato třída vrcholem nabídky.

## Příklady automobilů střední třídy
- Alfa Romeo 156
- Alfa Romeo 159
- Audi A4
- BMW 3
- Chevrolet Malibu
- Citroën C5
- Edsel Pacer
- Fiat Croma
- Ford Mondeo
- Honda Accord
- Hyundai i40
- Hyundai Sonata
- Kia Magentis
- Kia Optima
- Lexus IS
- Mazda 6
- Mercedes-Benz třídy C
- Nissan Primera
- Opel Insignia
- Opel Signum
- Opel Vectra
- Peugeot 407
- Peugeot 508
- Renault Laguna
- Seat Exeo
- Škoda Superb
- Toyota Avensis
- Volkswagen Passat